# Växtätare

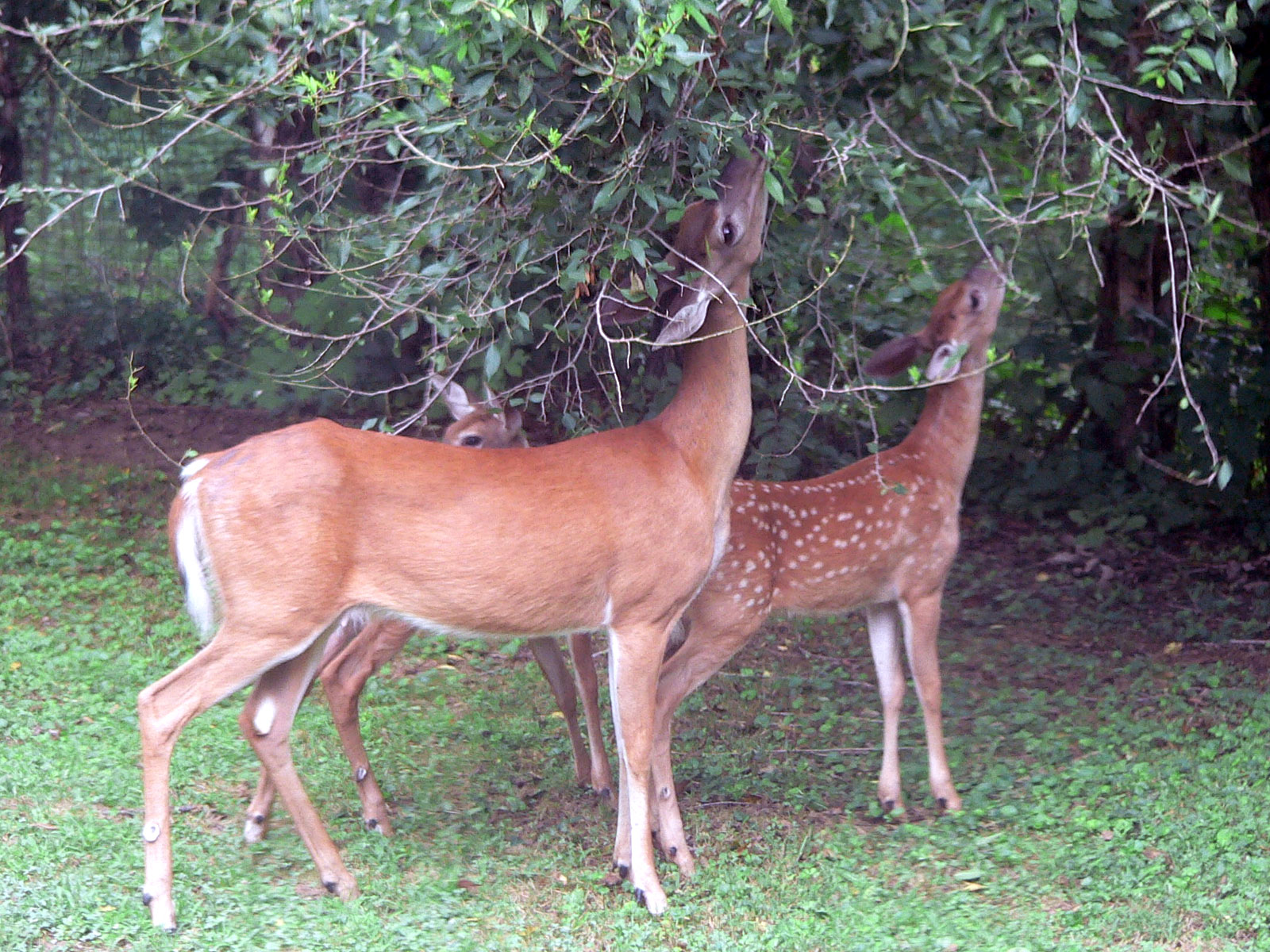
Hjortdjur är växtätare

Växtätare (herbivorer, av latin herba, "växt", och voro, "sluka") är djur som är anatomiskt och fysiologiskt anpassade till födointag baserat på växter. Växtätande insekter och småkryp kan betecknas som fytofager (av grekiska fyton, "växt", och phagein, "äta"). Växtätare konsumerar huvudsakligen autotrofa organismer och är därför primärkonsumenter i näringspyramiden. Mikroorganismer som konsumerar levande växtmaterial räknas ofta som växtsjukdomar. Mikroorganismer som livnär sig på dött växtmaterial är saprofyter. 
Växtätare har olika roller i ekologin. Betande, lövätande, växtsugande, fröätande och fruktätande djur utnyttjar olika delar av växtsamhället. Betare äter gräs och örter ur fältskiktet. Lövätare livnär sig av löv, barr, knoppar och under vissa förhållanden även bark från träd och buskar. Växtsugare är alla insekter med stickande och sugande mundelar (alltså inte enbart den systematiska grupp som kallas växtsugare). Fröätare och fruktätare bidrar till växternas spridning genom frön och frukter som tappas eller passerar osmälta genom tarmkanalen.
| Namn       | Diet   | Exempel           |
| ---------- | ------ | ----------------- |
| Frugivor   | Frukt  | Halsbandsflyghund |
| Folivor    | Blad   | Koala             |
| Nectarivor | Nektar | Kolibrier         |
| Granivor   | Frön   | Talgoxe           |
| Palynivor  | Pollen | Bin               |
| Mucivor    | Sav    | Bladlöss          |
| Xylofag    | Trä    | Termiter          |

## Växtätares biologiska anpassningar
Växtätare är beroende av växter för sitt födointag. Genom samevolution med växterna har de utvecklat anpassningar för att kunna tillgodose sitt behov av växtföda trots att växterna under evolutionens lopp har utvecklat en försvarsarsenal mot växtätare. Växtätares anpassningar till växternas försvarsmekanismer betraktas som offensiva drag. De består av sådana egenskaper som möjliggör ökat födointag och förbättrar utnyttjandet av värdväxterna. Växterna å sin sida försvarar sina resurser för egen tillväxt och fortplantning genom att begränsa växtätares möjligheter att äta dem. Detta kan ske genom taggar och andra hårda ytterdelar eller genom biokemiskt försvar.

### Mekaniska anpassningar

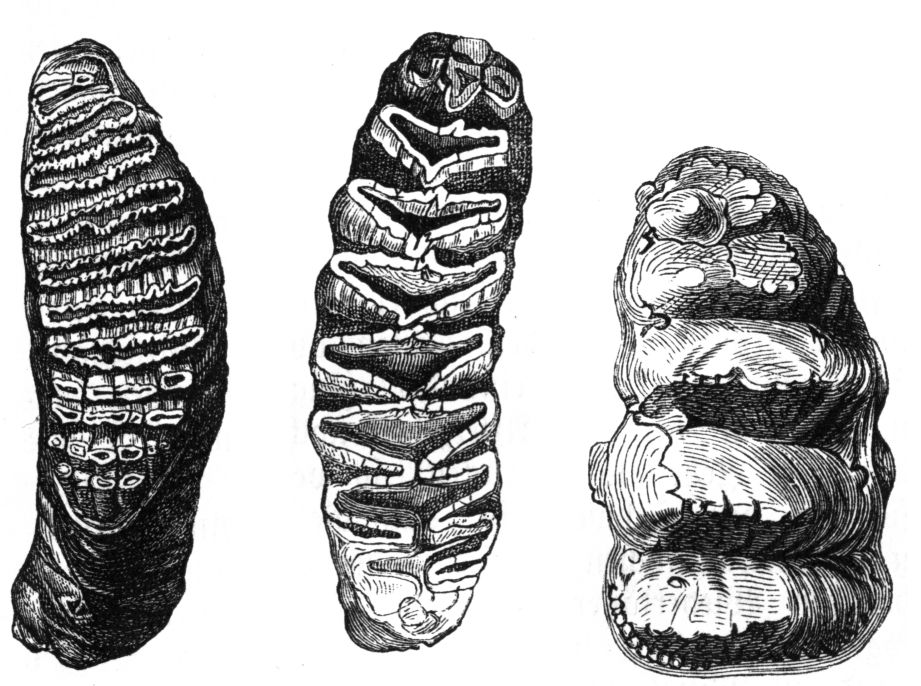
De olika grova kindtänderna hos tre elefantarter illustrerar deras olika födopreferenser (asiatisk elefant, afrikansk elefant, amerikansk mastodont)

Växtätare har utvecklat många anatomiska drag som underlättar konsumtionen av växtmaterial. Ryggradsdjur har tänder som återspeglar deras födopreferenser genom att tänderna är anpassade för att sönderdela en viss typ av växtdelar. Mjuka frukter, löv och frön ställer andra krav än grövre material som gräs eller kvistar. Kameler har tåliga munnar som låter dem äta av taggiga ökenplantor, medan giraffens långa griptunga låter den nå blad bakom acacians taggar.
Hos växtätande fåglar är näbb och kräva anpassade för att mala sönder mjukare växtmaterial eller krossa hårda frön. Mundelarna hos växtätande insekter har också utvecklats olika beroende på egenskaperna hos de växtdelar de livnär sig av.

### Symbiotisk mikroflora
Betande djur, som idisslare och hästdjur kan inte bryta ner gräsets cellulosa till stärkelse, men deras matsmältningssystem innehåller en tarmflora av mikroorganismer med enzymer som förmår utföra detta arbete. Symbiotisk mikroflora finns även i matsmältningssystemet hos många växtätande insekter.

### Biokemiska anpassningar
Kameler har ovanligt hög tolerans mot salthalter i födan. Insekter kan ha matsmältningsenzymer, som sönderdelar och oskadliggör giftiga ämnen i värdväxten. Larven av tobakssvärmare, Manduca sexta, klarar exempelvis att livnära sig på bladen av tobaksplantor utan att förgiftas av nikotinet. Saliven hos bladlöss innehåller ämnen som bildar en barriär mellan bladlusens sugsnabel och växtcellerna, vilket minskar växtens kemiska försvarsreaktion.